# 本渓市
本渓市（ほんけい-し）は、中華人民共和国遼寧省に位置する地級市。満族などの少数民族も多く居住している。
周辺地域での豊富な鉄鉱石や石炭の産出により中国有数の冶金業の中心地・鉱業と重工業の基地・製鉄都市となってきた。
市域東部の桓仁（桓仁満族自治県）は、高句麗発祥の地でもある五女山城が立地している。

## 地理
本渓市は遼寧省東部、瀋陽市の南東、遼東半島の付け根の東経123度34分から125度46分、北緯40度49分から41度35分の範囲に位置する。市面積の八割以上が山地であり、特に市域東部の桓仁満族自治県は多様な生態系を誇る森林地帯となっている。本渓市中心部から省都の瀋陽までの距離は77km、炭鉱都市の撫順までは79kmである。北は撫順市に、北西は瀋陽市に、東は吉林省集安市・吉林省通化市に、南は丹東市に、西は遼陽市に接している。
市内には遼河の支流の太子河が流れているほか、市域内には市名の由来となった観光地の本渓湖があり、その水源は本渓水洞という鍾乳洞となっており曲がりくねった地中の川が数キロに渡って続いている。
温帯の大陸性気候に属し、夏は暑く冬は非常に寒い。

## 歴史
西側の本渓市街地と本渓県、東側の桓仁県は歴史を異にする。
本渓県は戦国時代には燕国の遼東郡に属したが、東部の桓仁県はその支配の外だった。秦代、三国時代の魏、および西晋の時代も本渓市・本渓県は遼東郡襄平県に属している。
一方、前漢の武帝の東方遠征により、桓仁県は楽浪郡などの四郡の一つ、玄菟郡に編入されていた。三国史記によれば、朱蒙は扶余のもとを逃れ、紀元前37年に桓仁県の地にあった紇升骨城（卒本城、現在の五女山城）に至り高句麗を建国したとされる。
以後高句麗は勢力を強め、南北朝時代から唐までの期間は本渓市域一帯が高句麗に征服された。唐が高句麗を倒して（唐の高句麗出兵）以降は安東都護府に属した。だが渤海が興って以降は桓仁県は渤海領となっている。909年本渓は契丹に占領され、その後遼代に入り本渓は当初は東平郡に属した。遼が渤海を滅ぼして以降はその故地は東丹国となり、次いで東京道に改称され、本渓は東京道遼陽府に、桓仁は東京道鴨緑府に属した。以後、清代までこの地は遼陽州・興京撫民庁・鳳凰庁などに置かれた役所の管轄下にあり、1906年に本渓県が誕生するまでは奉天府遼陽州などに分かれて属していた。桓仁は清の康熙帝の時代以降封禁地となったが、19世紀後半から懐仁県が置かれその一部となっている。1914年、中華民国は本渓県と桓仁県（懐仁県を改称）を奉天省のもとに置いた。
本渓が沙河会戦などの戦地となった日露戦争後、日本は南満洲鉄道とその周囲の鉄道付属地の利権をロシアから譲り受け、満洲一帯での鉄道開発と沿線の資源開発を進めた。奉天（瀋陽）と安東（丹東）、そして朝鮮を結ぶ安奉鉄道（現在の瀋丹鉄道）の沿線にあった本渓周辺はその付属地（満鉄附属地）として、満鉄による治外法権的な統治がなされ、本渓湖炭鉱など日系資本による石炭・山林開発が行われ重工業化が進み人が集まり始めた。特に大倉喜八郎はこの地での日中共同事業に熱を入れ、大倉組は本渓湖煤鉄有限公司など石炭採掘・製鉄などのコンビナートを作り上げた。満洲事変、そして満洲国建国後、1937年の街制施行により、本渓県の所在地だった本渓湖は本渓湖街に、1939年には本渓湖市（ほんげいこし）が成立した。
日本の敗戦後、当初は中国共産党軍が制圧し本渓市を置いたが、中国国民党軍の反攻でまた本渓湖市となった。1948年、共産党が本渓市を再度制圧、本渓市・本渓県・桓仁県は遼東省の管轄になった。中国東北部の重要な工業基地である本渓市は、東北部の他の工業都市同様、中華人民共和国成立後の1949年から東北人民政府（1952年より、東北人民委員会）の直属都市となり、1953年には中央直轄市となったが、1954年に遼寧省に統合された。

## 産業
本渓は製鉄の街である。本渓鋼鉄が中心になっているが、現在は老朽化が否めない。製鉄業の他、冶金、石油化学、紡織、服装、発電などの産業がある。
またとうもろこしや野菜の栽培、養豚など農業・畜産業のほか、山林資源が豊富で、満州国時代に植林されたチョウセンマツの人工林が中華人民共和国時代に拡大され、品質の良い木材を生み林業研究に使われる中国有数の規模の人工林になっている。

## 行政区画
4市轄区・2自治県を管轄する。
- 市轄区：
  - 渓湖区・平山区・明山区・南芬区
- 自治県：
  - 本渓満族自治県・桓仁満族自治県

| 本渓市の地図                                              |
| --------------------------------------------------------- |
| 平山区 渓湖区 明山区 南芬区 本渓満族自治県 桓仁満族自治県 |

### 年表
この節の出典

#### 本渓市
- 1949年10月1日 - 中華人民共和国本渓市が発足。彩屯区・工源区・大峪区・河東区・河西区を設置。(5区)
- 1951年8月15日 - 大峪区が工源区に編入。(4区)
- 1952年9月12日 (14区)
  - 遼東省本渓県の一部が分立し、石橋子区・牛心台区・橋頭区・南芬区・草河掌区・草河口区・偏嶺区・鹸廠区・小市区が発足。
  - 遼東省本渓県の残部・撫順県の一部が合併し、清河城区が発足。
- 1954年6月19日 - 遼寧省に編入され、遼寧省本渓市となる。

#### 遼寧省本渓市
- 1955年10月5日 (5区)
  - 彩屯区・工源区が合併し、平山区が発足。
  - 河東区・河西区が合併し、渓湖区が発足。
  - 石橋子区・牛心台区が橋頭区に編入。
  - 南芬区・草河掌区が草河口区に編入。
  - 偏嶺区・鹸廠区・清河城区が小市区に編入。
- 1956年5月23日 - 橋頭区・草河口区・小市区の各一部が撫順市撫南区・五龍区の各一部と合併し、本渓県が発足。(5区1県)
- 1956年6月26日 - 本渓県が安東専区に編入。(5区)
- 1956年6月30日 - 安東専区本渓県を編入。(5区1県)
- 1956年7月3日 - 撫順市撫南区・五龍区が本渓県に編入。(5区1県)
- 1956年8月23日 (8区1県)
  - 橋頭区の一部が分立し、牛心台区が発足。
  - 草河口区の一部が分立し、南芬区が発足。
  - 小市区の一部が分立し、田師傅区が発足。
- 1956年10月10日 - 橋頭区・草河口区・小市区が本渓県に編入。(5区1県)
- 1957年12月3日 - 本渓県の一部が分立し、撫順市五龍区・撫南区となる。(5区1県)
- 1958年3月6日 - 牛心台区・南芬区・田師傅区が本渓県に編入。(2区1県)
- 1958年12月20日 - 安東専区桓仁県を編入。(2区2県)
- 1959年3月16日 - 本渓県の一部が分立し、牛心台区が発足。(3区2県)
- 1966年1月27日 - 桓仁県が丹東市に編入。(3区1県)
- 1966年6月8日 - 牛心台区および平山区の一部が合併し、彩屯区が発足。(3区1県)
- 1968年5月19日 - 彩屯区が立新区に改称。(3区1県)
- 1968年12月26日 - 丹東市桓仁県を編入。(3区2県)
- 1984年10月20日 (4区2県)
  - 立新区の一部が分立し、南芬区が発足。
  - 立新区の一部が平山区・渓湖区に分割編入。
  - 立新区の残部・平山区の一部が合併し、明山区が発足。
- 1988年2月27日 - 本渓県の一部が南芬区に編入。(4区2県)
- 1989年9月7日 (4区2自治県)
  - 本渓県が自治県に移行し、本渓満族自治県となる。
  - 桓仁県が自治県に移行し、桓仁満族自治県となる。

## 交通

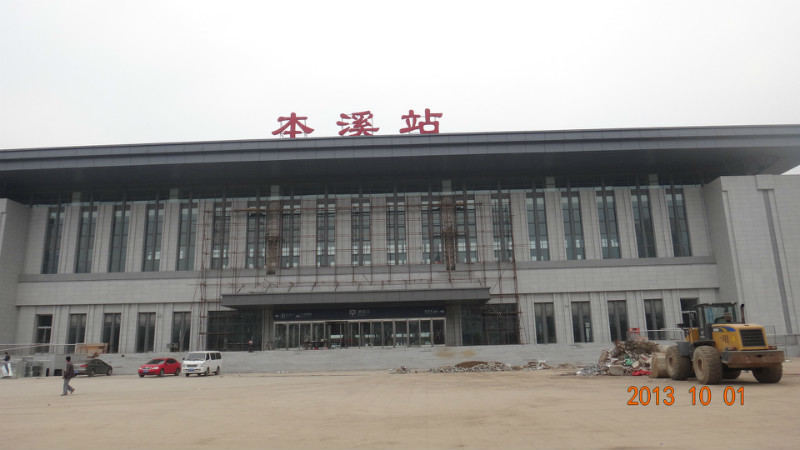
本渓駅

### 鉄道
- 中国国家鉄路集団
  - 瀋丹旅客専用線
  - 瀋丹線
  - 遼渓線
  - 渓田線
  - 通灌線
  - 田桓線
  - 威寧線

### 道路
- 高速道路
  - 鶴大高速道路
  - 遼中環状高速道路
  - 丹阜高速道路
  - 永桓高速道路
- 国道
  - G201国道
  - G304国道

## 観光地
風光明媚な本渓湖があり、その奥の鍾乳洞は、本渓水洞といわれアジア最長の地下水に湛えられた洞窟で、観光名所になっている。1994年国家重点風景名勝区に指定され、2002年3月、国家旅游局AAAA级名勝風景区に評された。
太子川の支流にある関門山ダムの「関門山風景区」は紅葉の名所として知られている。

## 友好都市
- 本渓市
  -  小山市 （日本・1994.10）